# Antonio Ledezma
Antonio José Ledezma Díaz (San Juan de los Morros (Veneçuela) 1 de maig de 1955) és un polític i advocat veneçolà. Va ser alcalde del Districte Metropolità de Caracas fins al 2015. Anteriorment també havia estat diputat del Congrés Nacional de Veneçuela, governador de l'antic Districte Federal de Veneçuela i alcalde del municipi de Llibertador. Entre 1984 i 1994 va ser senador de Veneçuela, la persona més jove en ostentar el càrrec.
Fins al 1999 va formar part del partit Acción Democrática, abandonant-lo per formar el seu propi moviment Alianza Bravo Pueblo.